# Garelli (entreprise)
Pour les articles homonymes, voir Garelli.
Garelli est une compagnie italienne fabriquant des vélos, des motos ainsi que des cyclomoteurs.

## Historique
C’est en 1919 que l’ingénieur et pilote de moto italien Alberto Garelli construit son propre cycle à deux temps pour lequel il utilise deux pistons pour améliorer l’échappement des gaz. Il utilise un cadre inspiré des modèles de la société DKW, alors considérés comme les plus performants sur le marché.
À l’automne 1919, Ettore Girardi, équipé de la première moto jamais construite avec un moteur de 350 cm3, effectue le trajet de Milan à Naples à une vitesse moyenne de 38,29 km/h.

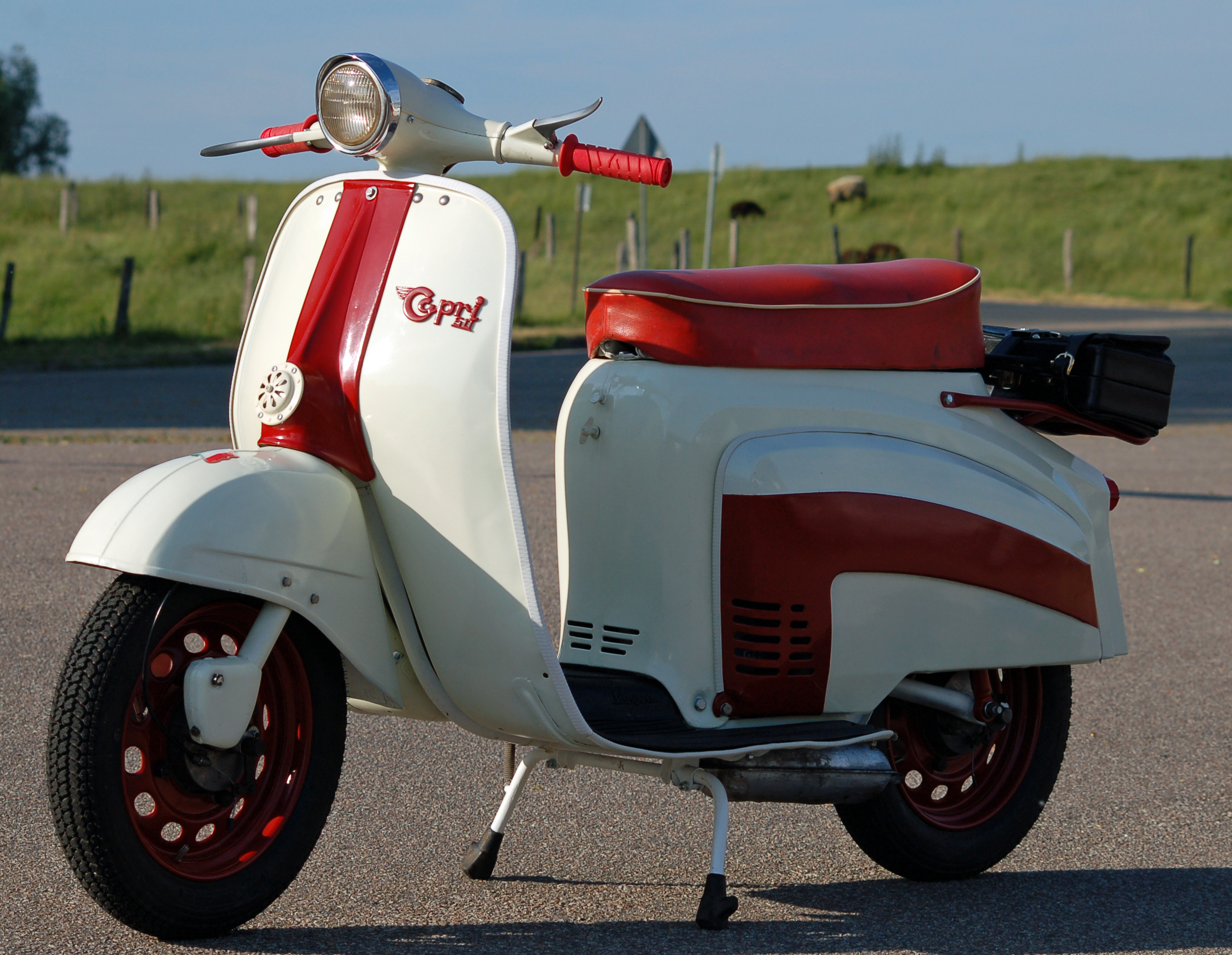
Garelli Capri en 1968

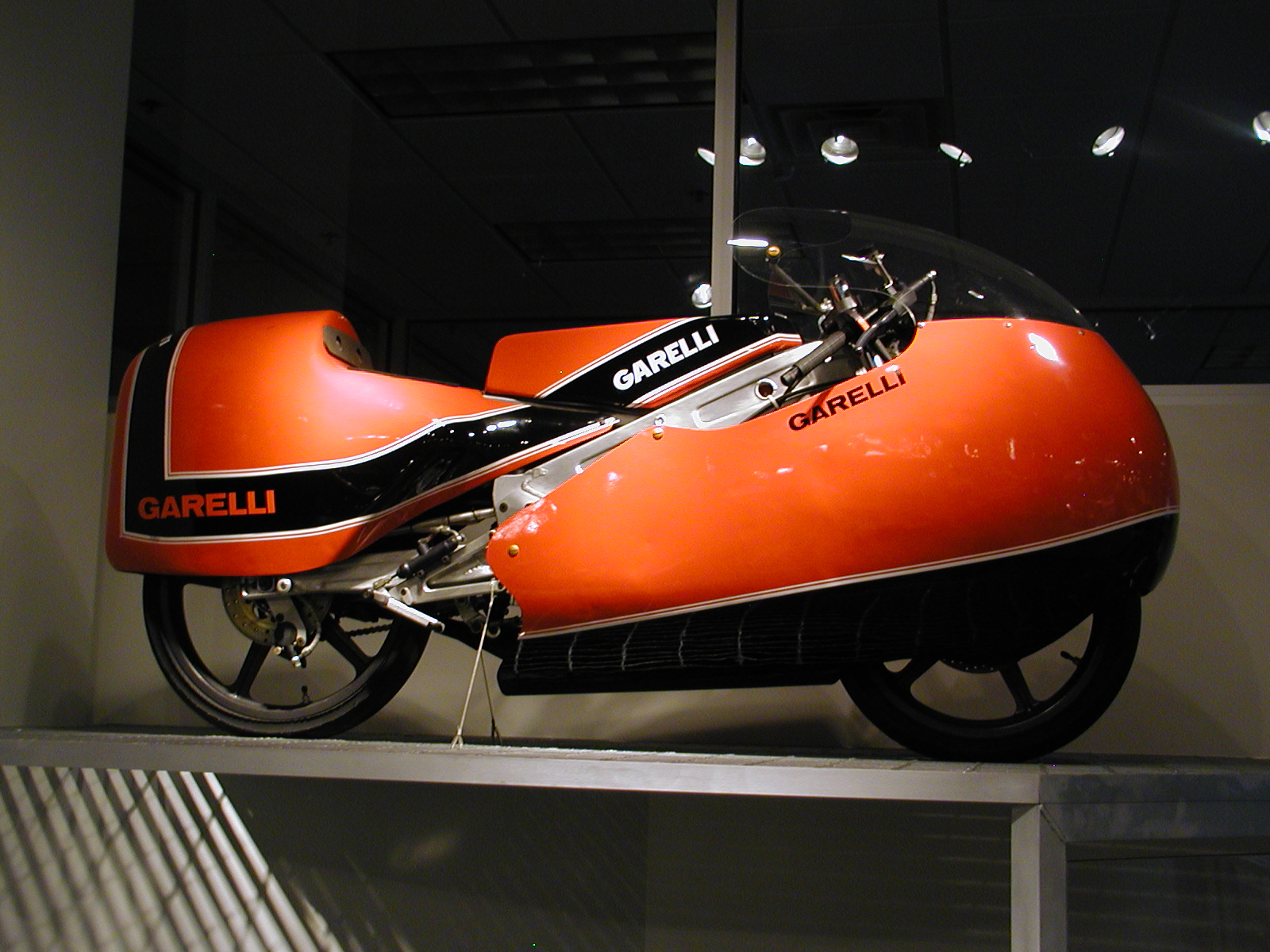
Garelli racer au Barber Vintage Motorsports Museum

Dans les années suivantes, les machines de Garelli permirent à la compagnie d’enregistrer officiellement huit records du monde jusqu’en 1923. En totalité pas moins de 138 records seront battus jusqu’en 1926 dont certains, particulièrement sur des longues distances, sont toujours valides. Également présente en compétition, la marque Garelli équipe plusieurs pilotes italiens tels que Ernesto Gnesa, Tazio Nuvolari ou Achille Varzi.
À partir de 1928 Garelli se développe pour fabriquer ses motos à large échelle et continue à fournir l’armée avec ses modèles jusqu’en 1935.
Après la Seconde Guerre mondiale, Garelli concentre sa production sur des modèles allant de 34 à 125 cm3 et connaît un important succès en Italie avec des modèles comme le Moustique ou le scooter Capri.
En 1982, Garelli achète la marque allemande Kreidler et continuera à produire des deux-roues sous cette marque jusqu'en 1988.
Vers la fin des années 1990 la société Garelli a été rachetée par  Nuova Garelli S.p.A. qui appartient à la holding de Paolo Berlusconi.
La production reprend au début des années 2000 avec huit modèles : Tiger, Mosquito, King, Fashion, Comfort, Capri, Vip et Ciclone.

### La gamme Garelli aujourd'hui

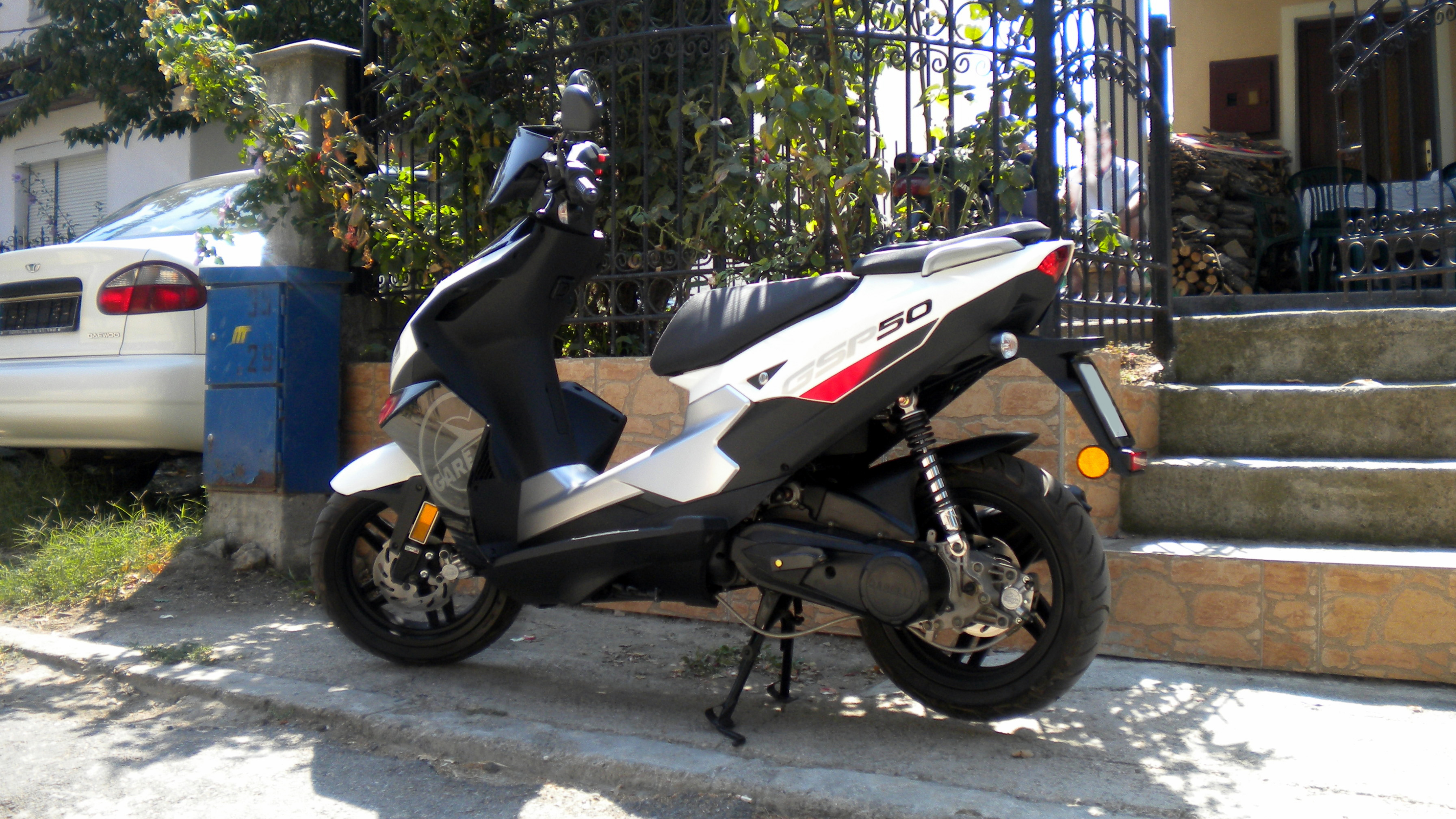
Garelli GSP 50 cm³

Aujourd'hui, la commercialisation des produits Garelli consiste en des scooters partiellement produits à Jiangmen par la société chinoise Baotian Motorcycle.
La gamme actuelle des scooters Garelli est composée de 5 modèles:
- Xò (plusieurs variables disponibles)
- Garelli Flexì (50 et 125)
- GSP 50
- POSTESHOP TIESSE FOUR 50 4T
- POSTESHOP CITY FOUR (125 et 150)

À noter que les deux modèles dits Posteshop peuvent être achetés directement dans tout bureau de Poste Italiane (d'où le nom "Posteshop").

## Compétition
Au début des années 1980, Garelli dominera la catégorie 125 cm3 en Grand Prix moto et gagnera six titres consécutifs de champion du monde de 1982 à 1987.